# Wasserdruck
Wasserdruck im physikalischen Sinne bezeichnet den hydrostatischen Druck innerhalb des Wassers. Bei zunehmender Wassertiefe steigt auch der umgebende Druck. Man spricht von der Wassersäule. Besonders für Taucher ist es wichtig zu wissen, welchem Druck ihr Körper ausgesetzt ist, um die Gassättigung des Körpergewebes einzuschätzen und die Taucherkrankheit zu vermeiden.
Ein Meter Wassersäule (mWS) = 9,807 kPa ≈ 0,10 bar
Wasserdruck im technischen Sinn bezeichnet den Leitungsdruck des Wassers, mit dem er in die Leitung gepresst wird bzw. unter dem das Wasser in der Wasserleitung steht. 
- Früher wurde dieser Versorgungsdruck durch Wassertürme realisiert, in denen das Wasser den Druckverhältnissen der Schwerkraft ausgesetzt war. Je höher der Wasserbehälter, sofern in der Nähe des Bedarfs vorhanden, auch auf Anhöhen oder Bergen installiert, desto stärker der Druck in der Leitung.
- Heute wird der Druck durch Pumpen erzeugt. Man unterscheidet Leitungen mit gewöhnlichem Druck (Hauswasserleitungen) und Druckwasserleitungen, die unter erheblich höherem Druck stehen.